# Нижня Шорсірма
Нижня Шорсі́рма (рос. Нижняя Шорсирма, чув. Анатри Шурçырма) — присілок у складі Цівільського району Чувашії, Росія. Входить до складу Богатирьовського сільського поселення.
Населення — 144 особи (2010; 192 у 2002).
Національний склад:
- чуваші — 100 %